# James Allison (Ingenieur)

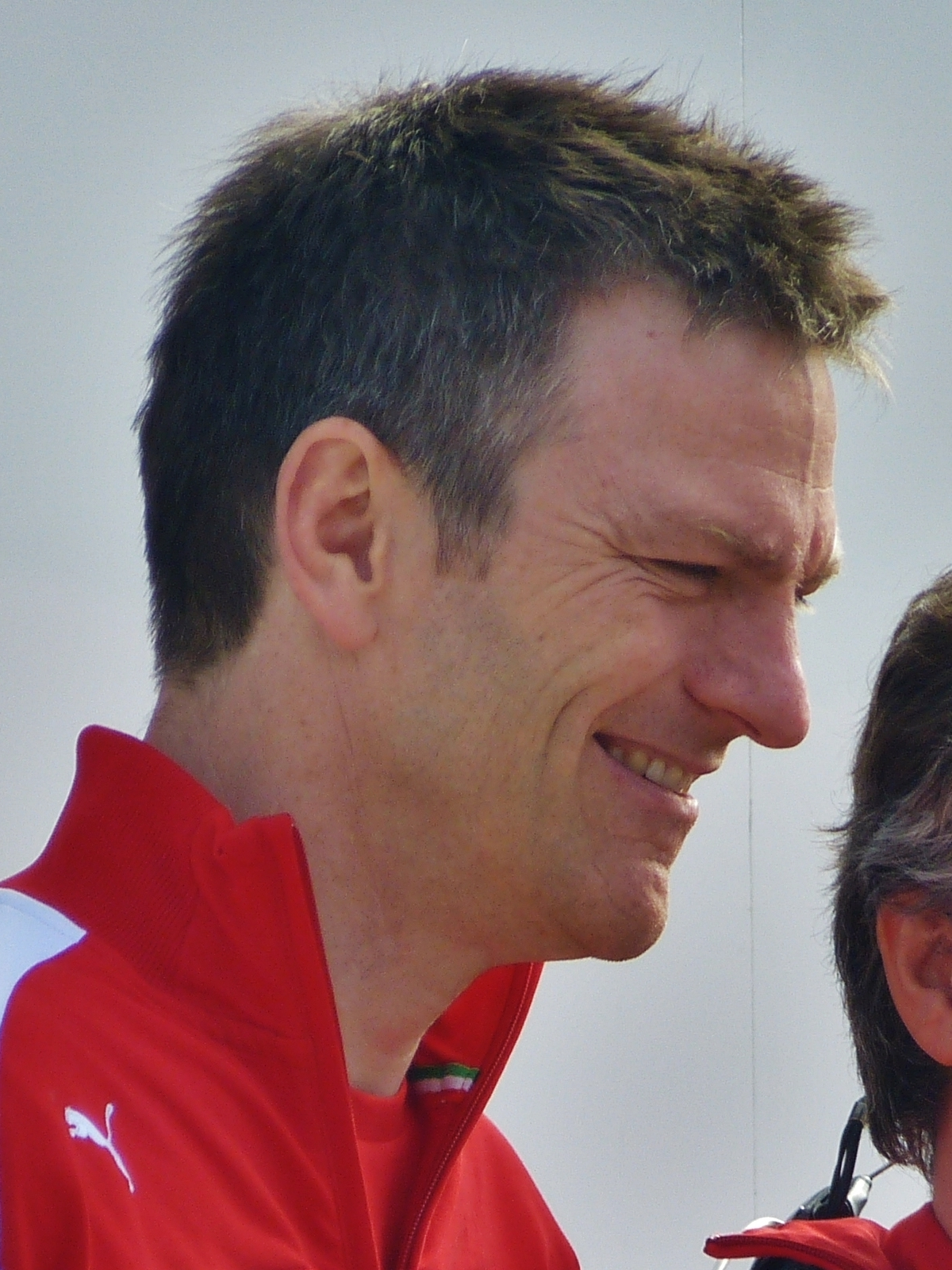
James Allison (2014)

James Allison (* 21. Februar 1968 in Louth) ist ein Motorsportingenieur und der Technische Direktor Chassis beim Mercedes AMG F1 Team.
Nach seinem Abschluss an der University of Cambridge 1991 trat Allison der Aerodynamik-Abteilung des Formel-1-Teams Benetton bei. Nach einigen Jahren verließ er Benetton und wechselte als Chefingenieur zu Larrousse, bevor er Mitte der 1990er Jahre ebenfalls als Chefingenieur zu Benetton zurückkehrte. 2000 ging James Allison für fünf Jahre zur Scuderia Ferrari. Nach seiner erneuten Rückkehr zu Benetton im Jahr 2005, das mittlerweile unter dem Namen Renault F1 antrat, arbeitete er als stellvertretender Technischer Direktor.
2009 wurde er zum Technik-Chef bei Renault befördert. Allison war bei diesem Team, das sich 2010 in Renault F1 Team, 2011 in Lotus Renault GP und 2012 in Lotus F1 Team umbenannt hatte, bis 2013 als Technischer Direktor tätig. Anschließend wechselte er ein zweites Mal zu Ferrari, wo er die Position des Technischen Direktors Chassis bekleidete. Seine Nachfolge bei Lotus übernahm Nick Chester.
Ende Juli 2016 verließ James Allison das Ferrari-Team. Einerseits gab es dafür private Gründe – seine Frau starb unerwartet im Frühjahr 2016 – anderseits missfiel Allison die ständige Einmischung von Fiat- und Ferrari-CEO Sergio Marchionne.
Am 16. Februar 2017 wurde er vom Mercedes AMG F1 Team als neuer Technischer Direktor mit Wirkung zum 1. März 2017 vorgestellt. Er berichtet in seiner Funktion direkt an den Teamchef Toto Wolff.
Seit dem 1. Juli 2021 ist James Allison nicht mehr Technischer Direktor des Mercedes-Teams. Er wechselte vom technischen Tagesgeschäft in die übergeordnete Position des Chief Technical Officers (CTO) und übergab seine bisherige Position an Mike Elliott.
Am 21. April 2023 gab das Mercedes-Team die Rückkehr Allisons auf den Posten des technischen Direktors bekannt. Mike Elliot indes nahm Allisons Posten als CTO an.